# جرج دیویس (بازیکن فوتبال، زاده ۱۹۰۰)
جرج دیویس (انگلیسی: George Davies؛ فوریه ۱۹۰۰ – نوامبر ۱۹۴۲ (۴۲ ساله)) بازیکن فوتبال اهل بریتانیا بود.
از باشگاه‌هایی که در آن بازی کرده‌است می‌توان به باشگاه فوتبال ساوتند یونایتد و باشگاه فوتبال بیرمنگام سیتی اشاره کرد.